# Lâm Vũ (chính khách)
Lâm Vũ (tiếng Trung giản thể: 林武, bính âm Hán ngữ: Lín Wǔ, sinh tháng 2 năm 1962, người Hán) là chính trị gia nước Cộng hòa Nhân dân Trung Hoa. Ông là Ủy viên Ủy ban Trung ương Đảng Cộng sản Trung Quốc khóa XX, hiện là Bí thư Tỉnh ủy Sơn Đông. Ông từng giữ hai chức vụ cao nhất của Sơn Tây là Bí thư Tỉnh ủy và Tỉnh trưởng Sơn Tây; giữ các chức vụ cấp phó tỉnh khác như Thường vụ Tỉnh ủy, Phó Tỉnh trưởng thường vụ Cát Lâm; Bộ trưởng Bộ Tổ chức Tỉnh ủy Cát Lâm; Thường vụ Tỉnh ủy Hồ Nam, Bí thư Đảng ủy, Chủ nhiệm Khu thí điểm Lưỡng Nguyên xã hội Hồ Nam.
Lâm Vũ là đảng viên Đảng Cộng sản Trung Quốc, học vị Kỹ sư Luyện kim, Cử nhân Kỹ thuật, Tiến sĩ Kỹ thuật. Ông có sự nghiệp xuất phát điểm từ xí nghiệp nhà nước, công tác được 20 năm thì gia nhập chính trường Trung Quốc.

## Xuất thân và giáo dục
Lâm Vũ sinh tháng 2 năm 1962, quê quán tại huyện Mân Hầu, tỉnh lỵ Phúc Châu, tỉnh Phúc Kiến. Vào tháng 10 năm 1978, khi mới 16 tuổi, ông bắt đầu học chuyên ngành luyện thép tại Viện Luyện kim Giang Tây (nay là Đại học Khoa học và Công nghệ Giang Tây), tốt nghiệp Cử nhân năm 1982. Vào tháng 1 năm 1987, ông kết nạp Đảng Cộng sản Trung Quốc. Từ tháng 3 năm 2006 đến tháng 1 năm 2007, ông tham gia Khóa đào tạo một năm dành cho cán bộ trẻ và trung niên tại Trường Đảng Trung ương Đảng Cộng sản Trung Quốc. Trong suốt thời gian từ tháng 9 năm 2002 đến tháng 6 năm 2010, ông bán thời gian tham gia Nghiên cứu sau đại học tại Khoa học Vật liệu, Viện Luyện kim tại Đại học Trung Nam rồi trở thành Tiến sĩ Kỹ thuật. Từ tháng 9 năm 2013 đến tháng 1 năm 2014, ông tham gia Khóa đào tạo cán bộ trung niên tại Trường Đảng Trung ương Đảng Cộng sản Trung Quốc, một khóa đào tạo dành cho cán bộ chiến lược tại các tỉnh.

## Sự nghiệp

### Thời kỳ đầu
Vào tháng 8 năm 1982, ông bắt đầu công tác tại Nhà máy Luyện thép thứ nhất của Nhà máy Gang thép Tương Đàm (thuộc địa cấp thị Tương Đàm, Hồ Nam). Những năm tiếp theo, ông liên tiếp là cán bộ, Phó Giám đốc, Giám đốc của Xưởng Sản xuất lò sưởi mở, rồi Phó Trưởng nhóm chuẩn bị chuyển đổi của Nhà máy Luyện thép thứ hai Tương Đàm. Tháng 4 năm 1994, ông giữ chức Phó Giám đốc Nhà máy luyện thép thứ hai của Nhà máy Luyện thép Tương Đàm, và sau đó là Giám đốc. Vào tháng 6 năm 1997, ông là Phó Giám đốc của Nhà máy Gang thép Tương Đàm. Tháng 4 năm 1998, ông được bổ nhiệm làm Giám đốc. Vào tháng 5 năm 1998, Nhà máy Gang thép Tương Đàm đổi tên thành Tập đoàn Gang thép Tương Đàm và trở thành công ty con thuộc sở hữu của Tập đoàn Hoa Lăng. Cùng năm, ông được bổ nhiệm làm Tổng Giám đốc Tập đoàn Gang thép Tương Đàm, khi 36 tuổi.

### Lãnh đạo địa phương
Vào tháng 2 năm 2003, ông được bổ nhiệm làm Chủ nhiệm Ủy ban Kinh tế và Thương mại tỉnh Hồ Nam, Bí thư Đảng ủy. Trong tháng 6 năm 2005, ông được bổ nhiệm làm Phó Bí thư Thị ủy, Phó Thị trưởng, quyền Thị trưởng Chính phủ Nhân dân địa cấp thị Lâu Để. Trong tháng 11 năm 2006, ông chính thức bầu làm Thị trưởng. Tháng 3 năm 2008, ông giữ chức Bí thư Thị ủy Lâu Để. Tháng 11 năm 2011, ông được bổ nhiệm làm Phó Bộ trưởng thường vụ Bộ Tổ chức Tỉnh ủy tỉnh Hồ Nam. Tháng 8 năm 2015, ông được bầu vào Ủy ban Thường vụ Tỉnh ủy tỉnh Hồ Nam, Bí thư Đảng ủy, Chủ nhiệm Khu thí điểm Lưỡng Nguyên xã hội tỉnh Hồ Nam.
Vào tháng 1 năm 2016, ông được điều chuyển tới Cát Lâm, chỉ định vào Ủy ban Thường vụ Tỉnh ủy, phân công làm Bộ trưởng Bộ Tổ chức Tỉnh ủy Cát Lâm. Vào tháng 4 năm 2017, ông được bổ nhiệm làm Phó Thường trực Tỉnh trưởng Chính phủ Nhân dân tỉnh Cát Lâm, hàm phó tỉnh, bộ. Năm 2018, ông được bầu làm đại diện của Đại hội Đại biểu Nhân dân toàn quốc.

### Sơn Tây và Sơn Đông
Vào ngày 30 tháng 5 năm 2018, ông từ chức Phó Tỉnh trưởng Chính phủ Nhân dân tỉnh Cát Lâm và được điều chuyển tới tỉnh Sơn Tây, bổ nhiệm làm Thường vụ Tỉnh ủy tỉnh Sơn Tây. Vào ngày 31 tháng 5, ông giữ chức Phó Tỉnh trưởng Chính phủ Nhân dân tỉnh Sơn Tây. Vào tháng 1 năm 2019, ông kiêm nhiệm giữ giữ chức Phó Bí thư Tỉnh ủy tỉnh Sơn Tây. Vào ngày 20 tháng 1, ông được miễn chức vụ Phó Tỉnh trưởng Chính phủ Nhân dân tỉnh Sơn Tây. Vào tháng 12 năm 2019, ông giữ chức Bí thư Ban Cán sự Đảng Chính phủ Nhân dân tỉnh Sơn Tây và được đề cử làm ứng cử viên cho vị trí Tỉnh trưởng. Vào ngày 05 tháng 12, cuộc họp lần thứ 15 của Ủy ban Thường vụ Đại hội Đại biểu Nhân dân tỉnh Sơn Tây lần thứ 13 bầu làm Phó Tỉnh trưởng, Quyền Tỉnh trưởng Chính phủ Nhân dân tỉnh Sơn Tây. Ông hiện là là Phó Bí thư Tỉnh ủy tỉnh Sơn Tây, Quyền Tỉnh trưởng Chính phủ Nhân dân tỉnh Sơn Tây. Ngày 1 tháng 6 năm 2021, Lâm Vũ được Bộ Chính trị quyết định bổ nhiệm làm Bí thư Tỉnh ủy tỉnh Sơn Tây, trở thành nhà lãnh đạo toàn diện tỉnh Sơn Tây. Cuối năm 2022, ông tham gia Đại hội Đảng Cộng sản Trung Quốc lần thứ XX từ đoàn đại biểu Sơn Tây. Trong quá trình bầu cử tại đại hội, ông được bầu là Ủy viên Ủy ban Trung ương Đảng Cộng sản Trung Quốc khóa XX.
Ngày 29 tháng 12 năm 2022, Lâm Vũ được điều tới Sơn Đông, được Trung ương bổ nhiệm làm Bí thư Tỉnh ủy Sơn Đông, lãnh đạo cao nhất của tỉnh và kế nhiệm Ủy viên Bộ Chính trị Lý Cán Kiệt, đồng thời miễn nhiệm vị trí ở Sơn Tây, kế nhiệm bởi Tỉnh trưởng Lam Phật An.